# سرمج مؤشم
سَرمج مؤشم نوع من جنس سرمج (جنس) في كاسيات البذور من الفصيلة الربيعية.